# Imbler
Imbler – miasto w Stanach Zjednoczonych, w stanie Oregon, w hrabstwie Union.